# Christian Lobeck
Christian August Lobeck (født 5. juni 1781 i Naumburg an der Saale, død 25. august 1860) var en tysk filolog.
Lobeck var professor i klassisk filologi i Königsberg 1813—57. Af hans skrifter er de betydeligste en stor kommenteret udgave af Sofokles' Aias (Leipzig 1809, 3. udgave Berlin 1866) og Aglaophamus (Königsberg 1829), hvori han behandler mysticismen i den græske religion. I den senere del af sit liv udgav han talrige værker om det græske sprog. 